# Ognjen Dobrić
Ognjen Dobrić (in serbo Огњен Добрић?; Tenin, 27 ottobre 1994) è un cestista serbo, di ruolo ala piccola.

## Carriera
Ha esordito nello Stella Rossa di Belgrado all'età di 18 anni.

## Palmarès

### Squadra
- Campionato serbo: 6

Stella Rossa: 2016-2017, 2017-2018, 2018-2019, 2020-2021, 2021-2022, 2022-2023
- Coppa di Serbia: 5

Stella Rossa: 2017, 2021, 2022, 2023, 2025
- Lega Adriatica: 4

Stella Rossa: 2016-2017, 2018-2019, 2020-2021, 2021-2022
- Supercoppa di Lega Adriatica: 1

Stella Rossa: 2018
- Supercoppa italiana: 1

Virtus Bologna: 2023

### Individuale
- KLS MVP finali: 2

Stella Rossa Belgrado: 2016-2017, 2020-2021
- MVP finals Lega Adriatica: 1

Stella Rossa: 2021-2022
- MVP Coppa di Serbia: 1

Stella Rossa: 2023